# Thee Hypnotics
I Thee Hypnotics erano un gruppo alternative rock inglese attivo tra la fine degli anni ottanta e la metà dei novanta. Il loro stile è ispirato ai gruppi garage rock americano di Detroit (MC5 e The Stooges).
Originari di High Wycombe erano inizialmente formati da Jim Jones (leader e voce), Ray Hanson (chitarra), Chris Dennis (basso) e Mark Thompson (batteria). Successivamente subentrarono altri musicisti: Will Pepper (basso), Phil Smith (batteria), Robert Zyn (chitarra), Craig Pike (basso) e David Ashe (chitarra).
Dopo lo scioglimento del gruppo il cantante ha proseguito con i Black Moses e successivamente ha formato il gruppo The Jim Jones Revue da lui capitanato.

## Discografia
- 1989 - Live'r Than God! (Sub Pop , Situation Two )
- 1990 - Come Down Heavy - (Situation Two)
- 1991 - Soul Glitter & Sin - (Situation Two/RCA)
- 1994 - The Very Crystal Speed Machine - (American Recordings/SPV)